# Espace (sciences sociales)
Pour les articles homonymes, voir Espace.
 (décembre 2014).
L'espace est, géographiquement parlant, une dimension sociale qui correspond aux relations établies par la distance entre différentes réalités sociales.

## Évolution du concept d'espace en sciences sociales
Si les sciences dites dures (physique, mathématiques) ont construit des définitions claires de la notion d'« espace », une définition précise de l'espace tel qu'étudié par les sciences sociales, car dépendante notamment de son point de vue sur la géographie, a mis du temps à être formulée.
La réflexion épistémologique sur le concept d’espace en sciences sociales commence dans les années 1960 et 70, et ne parviendra pas, à l'époque, à maturité. En effet, les écoles géographiques réfléchissant sur le sens de la notion d’espace n’étaient parvenues à voir l'espace que sous la forme d'un substrat, secondaire, soutenant d’autres processus : réalités sociologiques, économiques, historiques, représentations… C’était dire que les processus économiques, sociologiques et historiques prenaient forme dans l’espace et que l'espace était un « lieu » absolu où se réalisait la société. La réflexion prenait donc la forme d'une tautologie, puisque la définition de l'espace était celle d'un espace où se développait la réalité sociale. Un espace, qu'il soit celui des échanges économiques ou celui de la lutte des classes, est bien un espace. Rien de neuf n'était dit à propos de l'espace lui-même et l'espace demeurait donc impensé en termes sociologiques.
Quatre manières de penser l'espace en géographie peuvent être dégagées :
1. la géographie physiciste voit l’espace comme une réalité absolue : les conditions géo-climatiques sont vues comme stables (il existe un espace climatique intertropical qui ne peut pas changer), les régions existent en tant que telle (l'Amérique est l'Amérique et restera l'Amérique) ;
2. la géographie culturaliste voit le positionnement spatial des cultures comme des réalités absolues : il y a par exemple un espace défini de la civilisation occidentale et un espace défini de la civilisation musulmane ;
3. une géographie relativiste voit la réalité spatiale comme le fruit d’un jeu de forces dans le cadre d’un système, faisant que chaque élément du système se situe spatialement en fonction des autres éléments. Par exemple, il est possible d'étudier la localisation des offres d'emplois par rapport aux demandeurs d'emplois ; mais chaque élément est vu une réalité atomique absolue : on néglige la diversité des choix des acteurs humains ;
4. la géographie du début du XXIe siècle garde la conception du système mais en voit les éléments comme réalités fluctuantes et libres (« acteurs géographiques »), faisant que les rapports entre éléments ne sont jamais réellement prédéterminés.

### Concrétisation
De la psychologie à l’anthropologie en passant par la géographie et l’urbanisme, la notion d’espace émerge de plus en plus au sein des sciences humaines et sociales. Nous pouvons d’abord parler d’espaces dans les sciences politiques de la ville et dans tout ce qui rejoint l’urbanisme contemporain. Il existe d’abord le concept fonctionnaliste développé par Le Corbusier en France dans les années 1970[réf. nécessaire], qui propose de créer des quartiers qui seraient de véritables machines à habiter. Tout serait conçu pour habiter confortablement, proche de la nature, sans voiture. Mais il manque à ce concept un point crucial : des réseaux de communication capable de créer et d’assurer un minimum de lien social qui pourrait pérenniser ces espaces.
C’est sur ce point que les penseurs de l’espace, des anthropologues ou psychosociologues, mobilisent des idées sur les rapports entre l’espace en tant que support matériel, comme cadre, et en tant que volume d’activité humaines. On y distingue par exemple les notions « d'espace d'objets » et celle « d'espace cadre ». Sur le plan épistémologique c'est Milton Santos, selon Jacques Lévy, qui parviendra le premier à réaliser une synthèse « des deux grandes sources de la géographie postclassique » (mathématiques et sciences sociales).

### Espace et interactionnisme
Les concepts d’espace, de lieux et de proxémie nous viennent d’une tendance à s’intéresser aux sciences humaines et sociales à partir de l’individu et des interactions qu’il a avec les autres individus. Georg Simmel en fut l’un des principaux instigateurs. Pour lui l’espace est vu comme une médiation avec un caractère exclusif. C’est le lieu des actions réciproques des individus régis par des règles et des normes. La tradition voyait l’espace comme support matériel, comme contenant non déterminé par le contenu. Mais une autre tradition apparue qui voit l’espace dépendant du contenu : « L’espace c’est l’ordre des coexistants ». Simmel reprendra cette tradition qui nous vient du philosophe Gottfried Wilhelm Leibniz pour voir dans l’espace une troisième voix : le relativisme et l’interactionnisme. L’espace est un système de positions et de relation de positions. Ce qui montre en quoi l’espace a un lien avec les interactions des individus, les relations réciproques.
Cette troisième voix, Erving Goffman y amène sa pierre à l’édifice. En effet, proche des théories Simmeliennes, Goffman montre en quoi il est important en sciences sociales de s’intéresser aux interactions individuelles. Il montre que les actions individuelles dans un espace donné ne sont qu’une métaphore théâtrale. Chaque individu serait un comédien qui joue un rôle précis conforme à l’espace dans lequel il se trouve et conforme aux attentes des autres personnes en présence. Ce jeu permet de ne pas perdre la face et de ne pas la faire perdre aux autres. Cela permet d’éviter les malaises et les conflits.
Quand on se retrouve seul dans un lieu privé, on ne joue plus de rôle pour rentrer dans les coulisses où l’on se détend. Selon Goffman, on peut jouer plusieurs rôles différents en fonction des personnes et des espaces fréquentés. Il n’y aurait donc pas un « moi » mais plusieurs « moi » pour chaque individu. L’espace serait donc non seulement un cadre matériel mais également porteur de significations pour les individus qui y sont en interaction.
Isaac Joseph, essaye de comprendre la ville par rapport aux interactions des individus et par le processus d’appropriation de l’espace public. Pour lui l’espace public est accessible quand plusieurs mondes le partagent. On y agit seul ou ensemble par le biais de rencontres individuelles, de l’expérience de chacun et de la relation entre eux. L’individu est pour lui déterminé par la structure de la ville et il s’y adapte par la sociabilité et la visibilité. Comme Goffman, il explique que chaque individu fait un travail de figuration. En outre, il montre qu’il existe des rituels à chaque espace. Dans les espaces publics il existe un langage commun dans l’exposition aux autres, pour et par les autres. Il met aussi en relation l’intimité et l’espace public, avec les autres. Il montre que l’un de ces rituels, celui de l’évitement est fréquent afin de ne pas violer l’intimité d’autrui : espace public et intimité ne sont donc pas incompatible.

### Une psychosociologie de l’espace
Pour Kevin Lynch qui s’intéresse à l’urbanisme par l’espace et l’identité, la difficulté d'une définition positive de l'identité urbaine provient principalement du fait que le concept d'identité est issu du champ de la psychologie et s'est appliqué en premier lieu à l'individu. L'idée de l'identité urbaine devient opérationnelle à partir du moment où l'on considère une collectivité urbaine comme un acteur social. Ainsi, l'identité urbaine peut se définir comme le processus d'agencement et de structuration de l'ensemble des représentations que les différents groupes sociaux internes et externes d'une ville se font d'elle, de son passé, de son présent et de son avenir, et ceci à un moment donné de l'histoire. Il conçoit donc l’espace à travers l’identité, les structures et les significations.
Jean Rémy veut donner à l’espace un statut théorique en lui donnant un statut explicatif isolé mais en liaison avec d’autres déterminants sociaux. Pour lui l’espace peut influencer la formation de réseaux d’interaction mais également la représentation de soi et de son rapport aux autres. Il parlera alors de l’analyse des champs de contraintes et de possibles que l’espace contribue à constituer.
G.N. Fisher dans « psychosociologie de l’espace » rappelle le rapport entre espace et activité humaine en précisant que nos comportements sont influencés selon « l’environnement matériel donné », qu’ils sont formés par l’espace mais qu’ils forment eux-mêmes l’espace. Pour Fisher le rapport entre l’Homme et l’espace est un médiateur de la communication, « Homme-environnement-Homme ». Fisher précise que l’espace est considéré comme une entité extérieure à l’individu mais qui élabore des significations que chacun interprète selon sa culture, son éducation etc. Les techniques employées d’appropriation de l’espace seront alors différentes selon ces facteurs ; les significations que ce même espace nous renverra en seront remodelées.
G.N. Fisher veut montrer ensuite le rapport entre l’espace et les différents types de libertés : principale, marginale et interstitielle, élaborés par A. Moles. Elles sont dépendantes de l’espace dans lequel nous nous trouvons. Certains espaces ont plus de contraintes et enferment la liberté de l’Homme dans un champ délimité – les limites matérielles de l’espace dans lequel l’Homme se trouve peuvent symboliser cette délimitation de liberté. D’autres espaces permettent d’étendre les limites comme un élastique, sans les casser. Enfin les derniers espaces permettent de passer dans les fissures naturelles qu’ont ces limites.
Comme A. Moles, Fisher pense l’espace en tant que représentation et signifiant pour l’Homme : « L’espace n’existe que par ce qui le remplit ». Tout d’abord il nous montre la différence entre l’espace et le lieu : un lieu se différencie de l’espace en cela qu’il possède une identité, une appropriation humaine par des représentations. Le lieu est alors un espace qui a une signification particulière pour l’Homme. Selon A.S. Bailly chaque individu à sa propre représentation de l’espace dans lequel il est. Cet auteur qui a une approche plus cognitive, précise que nos représentations sont fondées sur l’apparence de l’objet et non sur l’objet lui-même. Nous ne pouvons voir la réalité matérielle d’un lieu, que depuis le point de vue d’où l’on se trouve, d’après nos expériences personnelles, notre identité et notre culture. L’appropriation d’un espace ne peut se faire qu’en prenant en compte cette notion de représentation de celui-ci.
Fisher et Moles parlent également des micro milieux qui sont à « la base des structures du comportement » : « ce qui est proche pour moi (ici, maintenant) est plus important que ce qui est lointain (autrefois, ailleurs) ». Ils veulent ainsi montrer la dialectique entre l’environnement sociale et géographique de l’Homme et l’activité humaine, ses représentations, ses cultures et ses valeurs.

### Espace et anthropologie
A. Moles a pourtant une approche plus anthropologique. Quand il parle de proxémie, il se rapproche des concepts anthropologiques de E.T. Hall. Ce dernier explique que chaque espace a un caractère à la fois sociofuge et sociopète : il favorise le contact tout en sachant limiter les distances entre individus. Grâce à une démonstration qui part de l’éthologie, il montre dans « La dimension cachée » qu’il existe quatre types de distances spatiales existantes dans chaque culture : la distance intime, la distance personnelle, la distance sociale et la distance publique. Chacune varie selon les personnes, les sociétés et les lieux dans lesquels nous nous trouvons. La proxémie explique alors comment l’espace est organisé dans les sociétés humaines selon les facteurs culturels. Elle nous permet de comprendre comment nous nous approprions l’espace, et comment celui-ci nous incite à nous organiser de telle ou telle manière selon les représentations que l’on en a et selon les normes et règles en vigueur. E.T.Hall nous montre que la distance –la bulle- qui nous sépare des autres est différente selon les cultures. Des conflits peuvent être générés à cause de ces malentendus. Cette différence de sphère personnelle qui nous entoure et qui nous protège des autres, influence notre manière d’organiser l’espace et de le pratiquer. E.T. Hall donne en exemple le Japon, l’Europe et les États-Unis d’Amérique : le style d’aménagement urbain et domestique des habitats de chacun de ces lieux géographiques est différent selon leurs manières de pratiquer l’espace.
En comprenant les pratiques de l’espace et en laissant de côté une vision géographique et fonctionnaliste de l’espace, les penseurs de la proxémie ouvrirent de nouvelles voies dans les recherches sur l’espace et le lien social urbain.

## Approche actuelle du concept d'espace en sciences sociales
Cette nouvelle approche philosophique de l’espace, relationnelle (puisqu'elle considère que les points trouvent leur réalité en fonction de leurs relations) et relativiste (puisqu'elle ne considère pas l'espace comme une réalité en soi), rend possible une approche « dimensionnelle » : l’espace est l'une des dimensions de la réalité. Ainsi, si une société peut être étudiée en fonction de ses relations économiques, de ses relations sociales, de son histoire, « elle peut être étudiée selon la dimension de son espace » (Jacques Lévy, 1993).
- L’espace est réel : il a des conséquences sur tous les objets, autant que l'économie, l'histoire ou la sociologie.
- L’espace est relationnel : les positions des objets n’existent pas en soi, mais dépendent de la distance entre les éléments.
- L’espace n'est pas étudiable en soi : l'espace est une dimension d'appréhension et non un objet étudiable. De la même manière que l'histoire est l'étude du temps dans les relations économiques, les relations sociales, les représentations ou les individus, et qu'étudier le temps, en lui-même, n'a pas de sens en sciences sociales, il est impossible d'étudier l'espace en lui-même. Cette position est le spatialisme, partagé par certains géographes, qui étudient l'espace comme une chose en soi et le sens commun, qui la plupart du temps ne considère pas l'espace comme une dimension fonctionnelle de la réalité humaine.

## Trois conséquences épistémologiques de la nouvelle approche de l'espace
1. L'opposition entre un lieu (ponctuel) et une aire (étendue spatialement) n’est plus de mise. Le lieu devient une des formes de l'espace, conçue de façon ponctuelle et dont le lien avec ce qui l'entoure évolue entre enclavement (distance infinie) et ubiquité (distance nulle). Les techniques de réduction des distances sont :  la coprésence, la mobilité, la télécommunication.
2. La société forme un tout systémique, sujet de recherche la science sociale. Le tout n’est pas délimité en parties juxtaposées (société, économie, espace, temps…) dont certaines seraient plus puissantes que d’autres (comme le veut l’impérialisme épistémologique des historicistes, des économistes ou des sociologues). Le tout comporte diverses dimensions : économie, sociologie, histoire, spatial, politique, individualité, … et l’espace est l’une des dimensions de la société : tous les éléments sociaux se caractérisent par une certaine distance par rapport aux autres et toutes les stratégies, politiques, actes, idéologies, technologies, savoirs des acteurs sociaux prennent nécessairement en compte (même inconsciemment) la dimension de la distance. Toute la société est à dimension spatiale et tout l’espace est à dimension sociale. Mais la société n’est pas que spatiale. Toute étude de la société, d’un point de vue spatial, doit prendre en compte l’ensemble des caractéristiques économiques, historiques et sociologiques. Ainsi, le concept de « socio-spatial » est-il un pléonasme, puisque le chercheur doit toujours prendre en compte l’ensemble des dimensions sociales dans son approche scientifique.
3. L’espace peut être étudié à la fois dans sa composante matérielle (distance entre les éléments), dans sa composante idéelle (conceptions que les éléments se font de la distance), et dans sa composante immatérielle (utilisation des télécommunications pour réduire la distance, sans la réduire « matériellement »).

## Un espace
Objet social défini par sa dimension spatiale.
Un espace se caractérise par trois attributs fondamentaux : échelle (taille de l’espace), métrique (manière de mesurer l’espace), substance (dimension non spatiale des objets spatiaux).
Un espace minimal est un chorotype. Une composition de chorotype est un géotype.
Les trois types de relations entre espaces sont : interface, cospatialité, emboîtement.